# Зубни техничар
Зубни техничар је позив који се стиче након четири године образовања у одговарајућој школској установи. Зубни техничар је обично дио тима, који још чине стоматолог и стоматолошка сестра, а он по правилу нема контакт са пацијентом. 

## Задатак
Посао зубног техничара је производња зубних надокнада као што су крунице, мостови, делимичне и тоталне протезе, зубне надоградње и ортодонтски апарати, а свој посао обавља у специјално опремљеној зуботехничарској лабораторији.